# آفتاب‌پرست شن‌دوست
آفتاب‌پرست شن‌دوست (نام علمی: Heliotropium digynum) نام یک گونه از سردهٔ آفتاب‌پرست است. سردهٔ آفتاب‌پرست در ایران ۴۷ گونهٔ علفی یک ساله و چند ساله دارد که در سراسر ایران پراکنده‌اند. آفتاب‌پرست شن‌دوست یکی از ۴۷ گونهٔ موجود در ایران است.